# Кочугино
Кочугино — деревня в Московской области России. Входит в городской округ Солнечногорск. Население — 13 чел. (2010).

## География
Деревня Кочугино расположена на севере Московской области, в восточной части округа, на Московском малом кольце А107, на левом берегу впадающей в Клязьму реки Чернавки, примерно в 16 км к юго-востоку от центра города Солнечногорска, в 29 км к северо-западу от Московской кольцевой автодороги.
К деревне приписано одно садоводческое некоммерческое товарищество. Связана автобусным сообщением с городом Зеленоградом. Ближайшие населённые пункты — деревни Бухарово и Литвиново.

## Население
| 1852 | 1859 | 1890 | 1899 | 1926 | 1966 |
| ---- | ---- | ---- | ---- | ---- | ---- |
| 129  | ↘123 | ↗137 | ↘112 | ↗220 | ↘64  |
| 1998 | 2002 | 2010 |      |      |      |
| ↘3   | ↘1   | ↗13  |      |      |      |

## История
Качугина, деревня 6-го стана, Государств. Имущ., 62 душ м. п., 67 ж., 20 дворов, 47 верст от Тверской заставы просёлком.— Нистрем К. Указатель селений и жителей уездов Московской губернии, 1852
В «Списке населённых мест» 1862 года — казённая деревня 6-го стана Московского уезда Московской губернии между Санкт-Петербургским шоссе и Рогачёвским трактом, в 47 верстах от губернского города, при речке Клязьме, с 52 дворами и 123 жителями (56 мужчин, 67 женщин).
По данным на 1890 год — деревня Дурыкинской волости Московского уезда с 137 душами населения.
В 1913 году — 55 дворов.
По материалам Всесоюзной переписи населения 1926 года — центр Качугинского сельсовета Бедняковской волости Московского уезда в 6 км от Ленинградского шоссе и 10,5 км от станции Поворовка Октябрьской железной дороги, проживало 220 жителей (93 мужчины, 127 женщин), насчитывалось 35 крестьянских хозяйств.
С 1929 года — населённый пункт в составе Солнечногорского района Московского округа Московской области. Постановлением ЦИК и СНК от 23 июля 1930 года округа как административно-территориальные единицы были ликвидированы.
1929—1957 гг. — деревня Литвиновского сельсовета Солнечногорского района.
1957—1959 гг. — деревня Литвиновского сельсовета Химкинского района.
1959—1960 гг. — деревня Пешковского сельсовета Химкинского района.
1960—1963, 1965—1994 гг. — деревня Пешковского сельсовета Солнечногорского района.
1963—1965 гг. — деревня Пешковского сельсовета Солнечногорского укрупнённого сельского района.
В 1994 году Московской областной думой было утверждено положение о местном самоуправлении в Московской области, сельские советы как административно-территориальные единицы были преобразованы в сельские округа.
С 1994 до 2006 гг. деревня входила в Пешковский сельский округ Солнечногорского района.
С 2005 до 2019 гг. деревня включалась в Пешковское сельское поселение Солнечногорского муниципального района.
С 2019 года деревня входит в городской округ Солнечногорск, в рамках администрации которого относится с территориальному управлению Пешковское.